# Harold Nisbet
Pour les articles homonymes, voir Nisbet.
Harold Nisbet est un joueur de tennis britannique du début du XXe siècle.
Il a notamment atteint quatre finales en double messieurs au Tournoi de Wimbledon (1896,1898-99, 1900), ainsi qu'aux Internationaux des États-Unis en 1897.

## Palmarès (partiel) Harold Nisbet

### Titres en simple
Non connu

### Finales de simple perdues
Non connu

### Titres en double
Non connu

### Finales de double perdues
|   | Date | Nom et lieu du tournoi       | Cat.      | ($) | Surface      | Vainqueurs                                   | Partenaire             | Score                     |
| - | ---- | ---------------------------- | --------- | --- | ------------ | -------------------------------------------- | ---------------------- | ------------------------- |
| 1 | 1896 | The Championships, Wimbledon | G. Chelem |     | Herbe (ext.) | Wilfred Baddeley Herbert Baddeley            | Reginald Frank Doherty | 1-6, 3-6, 6-4, 6-2, 6-1   |
| 2 | 1897 | US Men's National Champ’s    | G. Chelem |     | Herbe (ext.) | George Sheldon Leo Ware                      | Harold Mahony          | 11-13, 6-2, 9-7, 1-6, 6-1 |
| 3 | 1898 | The Championships, Wimbledon | G. Chelem |     | Herbe (ext.) | Reginald Frank Doherty Hugh Lawrence Doherty | Clarence Hobart        | 6-4, 6-4, 6-2             |
| 4 | 1899 | The Championships, Wimbledon | G. Chelem |     | Herbe (ext.) | Reginald Frank Doherty Hugh Lawrence Doherty | Clarence Hobart        | 7-5, 6-0, 6-2             |
| 5 | 1900 | The Championships, Wimbledon | G. Chelem |     | Herbe (ext.) | Reginald Frank Doherty Hugh Lawrence Doherty | Herbert Barrett        | 9-7, 7-5, 4-6, 3-6, 6-3   |

### Titres en double mixte
Non connu

### Finales de double mixte perdues
Non connu

## Parcours enGrand Chelem(partiel)

### En simple
| Année | Open d'Australie | Open d'Australie | Roland-Garros | Roland-Garros | Wimbledon | Wimbledon | US Open | US Open |
| 1900  | -                | -                | 1/2 finale    | Sydney Smith  | -         | -         | -       | -       |

À droite du résultat, l'ultime adversaire

### En double
Parcours non connu